# Екоманипулација
Екоманипулација (eнг. Greenwashing) је облик пропаганде и маркетинга којим се одређен производ, роба или услуга рекламира тако да наизглед поштује принципе заштите животне средине у циљу повећања своје предности на тржишту. Под екоманипулацијом се подразумева промена имена производа, робе или услуге, промена етикете производа да би се евоцирало природно окружење без промене утицаја на животну средину или здравље, па све до вишемилионских рекламних кампања којима компаније које представљају велике загађиваче приказују да поштују природу. Иако ово није нова пракса, такве активности су значајно порасле последњих година како би се задовољила потражња потрошача који траже еколошке производе и услуге.